# 229 (număr)
229 (două sute douăzeci și nouă) este numărul natural care urmează după 228 și precede pe 230 într-un șir crescător de numere naturale.

## În matematică
229:
- Este un număr impar.
- Este un număr deficient.[1][2]
- Este un număr prim.[3][4]
- Este un număr prim aditiv.[5][6]
- Este un număr prim cubic generalizat.[7]
- Este un număr prim regulat.[8][9]
- Este un număr prim lung.[10][11]
- Este un număr prim plat.[12][13]
- Este un număr prim Ramanujan.[14][15]
- Este un număr prim slab.[16][17]
- Împreună cu numărul prim 227 formează o pereche de numere prime gemene,[18][19] fiind numărul cel mai mare din pereche.[20]
- Împreună cu numerele prime 227 și 233 formează un triplet de numere prime,[21] (p, p+2, p+6)[22] fiind numărul mijlociu din triplet.[23]
- Este primul număr din secvența 229, 230, 231 de trei numere libere de pătrate.[24]
- Este cel mai mic număr prim la care adunarea numărului format prin inversarea ordinii cifrelor sale produce tot un număr prim.[25] ({\displaystyle 229+922=1151\,})
- Există 229 de permutări ciclice ale numerelor de la 1 la 7 în care niciun număr nu este aplicat pe succesorul său (mod 7).[26]
- Există 229 de structuri arborescente formate din nouă atomi de carbon pornind de la un numit atom, „rădăcină”.[27]
- Există 229 de triangulări ale unui poligon obținut prin adăugarea a câte 3 vârfuri pe fiecare latură a unui triunghi.[28]
- Există 229 de configurații proiective diferite de tip (123123), în care 12 vârfuri și 12 muchii se întâlnesc cu 3 linii în 3 puncte de pe fiecare linie,[29] acestea putând fi drepte în planul euclidian.[30][31]
- Graful complet K13 are 229 de intersecții ale muchiilor sale drepte trasate cu cele mai puține intersecții posibile.[32][33]

## În știință

### În astronomie
- Obiectul NGC 229 din New General Catalogue este o galaxie lenticulară cu o magnitudine 14,7 în constelația Andromeda.
- 229 Adelinda este un asteroid din centura principală.
- 229P/Gibbs este o cometă periodică din sistemul nostru solar.